# Harpanthus
Harpanthus, rod jetrenjarki smješten u vlastitu porodicu Harpanthaceae, dio podreda Jungermanniineae. Porodica je opisana 1928. a rod 1836.

## Vrste
1. Harpanthus acutiflorus Steph.
2. Harpanthus drummondii (Taylor) Grolle
3. Harpanthus flotovianus (Nees) Nees
4. Harpanthus scutatus (F. Weber & D. Mohr) Spruce